# ケル・フェルワン
ケル・フェルワン（Kel Ferwan）は遊牧民族であるトゥアレグの氏族の一つである。
ケル・フェルワンは歴史的にはケル・アイル部族連合を構成する支族であった。
20世紀の時点で、ケル・フェルワンはニジェールの北中部に位置するアイル山地を根拠地としていた。